# Hansjörg Wyss
Pour les articles homonymes, voir Wyss.
Hansjörg Wyss, né le 19 septembre 1935 à Berne, est un entrepreneur, homme d’affaires et mécène suisse.

## Biographie

### Origines et études
Hansjörg Wyss est né le 19 septembre 1935 à Berne. Il a deux sœurs cadettes, la graphiste et designer Susi Berger (de) et l'écrivain Hedi Wyss (de). Il grandit dans une famille modeste : son père est un vendeur de calculatrices, tandis que sa mère s'occupe du foyer,,.
Après l'école secondaire inférieure, où il doit redoubler une classe, puis le gymnase à Berne. Il étudie le génie civil à partir de 1955 à l'École polytechnique fédérale de Zurich (EPFZ) et y obtient un diplôme d'ingénieur en 1959. Il complète quatre ans plus tard sa formation par un Master of Business Administration à l'université Harvard, obtenu en 1965,.
Pendant ses études, en 1958, il travaille quatre mois l'été comme arpenteur au Colorado,. Très bon skieur et pilote amateur, il couvre par ailleurs les Jeux olympiques d'hiver de 1964 à Innsbruck pour la Neue Zürcher Zeitung.

### Parcours professionnel
Il travaille d'abord dans l'industrie textile avant de rejoindre la direction générale de Monsanto pour l'Europe à Bruxelles en 1969. Il travaille ensuite pour le constructeur automobile Chrysler au Pakistan, en Turquie et aux Philippines,.
Après avoir rencontré, grâce à sa passion pour le pilotage, l'un des fondateurs de la PME de matériel médical de pointe soleuroise Synthes, il en rejoint la société de distribution aux États-Unis en 1974, alors dans les chiffres rouges. Il en devient le directeur et copropriétaire à hauteur de 15 % en 1977, tout en la rendant indépendante de la maison mère et en obtenant une licence de production. En 1983, il rachète la totalité du capital en s'endettant de près de 50 millions de dollars,,.
Sous sa direction, le chiffre d'affaires de l'entreprise est multiplié par huit en sept ans (de 3,5 millions en 1974 à 28 millions en 1984), jusqu'à devenir une multinationale « leader mondial des prothèses pour fractures osseuses » de plus de 10 000 employés et plus de 500 millions de dollars de chiffres d'affaires en 1999 lorsqu'elle fusionne avec l'entreprise suisse Stratec pour devenir Synthes-Stratec,,,. Il devient président du conseil d'administration de l'entreprise en 2000,.
En 2012, il revend l'entreprise, dont il est devenu l'actionnaire principal possédant près de la moitié du capital, à Johnson & Johnson pour 21,3 milliards de dollars,.

### Mécénat
Il est considéré comme l'un des plus grands philanthropes du monde,. Signataire en 2013 de la campagne The Giving Pledge,, il a déjà fait don fin 2015 selon le magazine Forbes de 1,1 milliard de dollars pour des projets d'utilité publique.
Il a notamment fait don de 120 millions de dollars en 2014 à l'Université de Zurich et à l'EPFZ pour la création d'un centre de recherche consacré à la mise en pratique de la recherche fondamentale notamment en robotique et en médecine (Wyss Translantional Center, inauguré fin 2015),,, et d'un milliard de dollars en 2018, au travers de sa fondation et sur une période de dix ans, pour la protection de l'environnement,,. Nommé Wyss Campaign for Nature, ce dernier projet vise à conserver près de 30 % de la surface de la Terre à l'état naturel en créant et conservant des parcs protégés et des réserves naturelles. Plusieurs millions d'hectares ont été acquis à cet effet dans l'ouest américain,,. La Wyss Academy for Nature, créée en 2020 en collaboration avec l'Université de Berne et dotée de 100 millions de francs sur dix ans pour des projets au Pérou, en Laos et en Afrique de l'Est, vise pour sa part à « promouvoir des stratégies locales de protection de la nature et de l’humain ... qui soient moins déterminées par les riches pays occidentaux ».
Il est aussi le fondateur de deux instituts portant son nom, l'un à l'université Harvard (Wyss Institute for Biologically Inspired Engineering, qu'il dote à deux reprises, en 2009 et 2013, de 125 millions de dollars, devenant à ce titre le plus grand donateur de l'histoire de l'université) et l'autre à Genève (Centre Wyss pour la bio- et neuroingénierie (en), pour lequel il a versé 100 millions), dans l'ancien bâtiment de Merck Serono,.
Dans le domaine des arts, il a notamment soutenu l'Orchestre philharmonique de Boston, l'Ensemble Proton Bern (de), le Musée des Beaux-Arts de Berne,, la fondation Progr (de) (située dans les anciens locaux de son école secondaire) et la Fondation Beyeler à Riehen près de Bâle,.
Sur le plan social, il soutient notamment un projet visant à aider les immigrants aux États-Unis à faire valoir leurs droits en justice et des programmes de distribution de nourriture aux sans-abris.
Passionné de trains au point d'avoir une voie ferrée miniature avec une locomotive à vapeur sur l'une de ses propriétés de la côte est des États-Unis, il a notamment financé dans les années 2000 la remise en état du tronçon Gletsch-Oberwald de la ligne sommitale de la Furka.

### Politique
Le New York Times révèle en 2021 qu'il a versé plus de 200 millions de dollars au travers de ses deux fondations pour soutenir le Parti démocrate,,.
En Suisse, il finance des mouvements politiques qui soutiennent les accords bilatéraux avec l'Union européenne (il est notamment l'un des fondateurs de l'association Avantage Suisse) et dénonce les isolationnistes de l'UDC emmenés par un autre milliardaire, Christoph Blocher,,.
Il a également créé une fondation pour la paix, PeaceNexus (qui a son siège dans sa maison de Prangins dans le canton de Vaud),, et plaide pour un impôt sur les grosses fortunes.
The New Criterion (en) classe Hansjörg Wyss à l'extrême gauche.

### Autres mandats et investissements
Il est président de la Fondation Beyeler et membre du conseil d'administration de la fondation Progr (de).
En 2022, il fait partie du consortium d'investisseurs BlueCo qui rachète le club de football de Chelsea au Russe Roman Abramovitch pour 5,2 milliards de dollars.

### Vie personnelle
En 2022, le magazine Forbes estime sa fortune à 5 milliards de dollars et celle de ses fondations à plus de 2 milliards.
Il est divorcé et père d'une fille, Amy Wyss (en). Il a été en couple pendant cinq ans à la fin des années 2000 avec la diplomate suisse Anne Gloor, cofondatrice de sa fondation pour la paix.
Il vit aux États-Unis depuis les années 1970, un temps sur la côte est des États-Unis, sur une île à l'est de Boston puis en Pennsylvanie, avant de s'établir dans le Wyoming, à Wilson (en), pour se rapprocher de sa fille et de ses petits-enfants,.

### Distinctions
- 2004 : docteur honoris causa de la Faculté de médecine de l'Université de Bâle[40]
- 2013 : docteur honoris causa de la Faculté vétérinaire de l'Université de Zurich[41]
- 2014 : docteur honoris causa de l'École polytechnique fédérale de Lausanne[42]
- 2022 : Prix Gallatin de la Chambre du commerce américano-suisse[43]
- 2024 : citoyen d'honneur de la ville de Berne[44]